# Jay Graber
Lantian "Jay" Graber, nascida em 1991, é uma engenheira de software estadunidense e CEO da Bluesky, uma plataforma social de microblogue e companhia de benefício público.

## Vida prévia e educação
Graber nasceu em 1991 em Tulsa, Oklahoma. Sua mãe a nomeou Lantian, o que significa "céu azul" em mandarim, convergente com seu desejo pela filha ter "liberdade sem fronteiras".
Graber ingressou na Universidade da Pensilvânia em 2009. Durante seu último ano, ganhou uma bolsa para cofundar um programa de banco de tempo estudantil. Graduou-se como Bacharela de Ciências em Ciência, Tecnologia e Sociedade.

## Carreira
Em 2015, Graber começou a trabalhar como engenharia de software para a SkuChain em Mountain View, Califórnia. Em seguida trabalhou em uma fábrica em Moses Lake, soldando equipamentos de mineração de Bitcoin.
Em 2016, trabalhou como desenvolvedora júnior para a criptomoeda Zcash. Em 2019, fundou a Happening Inc., empresa para um sítio eletrônico de planejamento de eventos.
Graber foi nomeada como a primeira CEO da Bluesky em agosto de 2021, dois anos após o projeto ser anunciado como iniciativa atrelada ao Twitter. Apesar de seu nome também significar céu azul, o projeto Bluesky não foi nomeado após seu ingresso.